# Eustomias aequatorialis
Eustomias aequatorialis és una espècie de peix de la família dels estòmids i de l'ordre dels estomiformes.

## Morfologia
- Els mascles poden assolir 12,9 cm de longitud total.[3][4]

## Hàbitat
És un peix marí i d'aigües profundes que viu entre 170-2300 m de fondària.

## Distribució geogràfica
Es troba a l'Atlàntic.